# Concavodonta
Concavodonta is een uitgestorven geslacht van tweekleppigen uit de  familie van de Praenuculidae.

## Soorten
- Concavodonta imbricata
- Concavodonta ovalis
- Concavodonta ponderata